# Mezzino
Der Mezzino, auch Mazzino, war ein französisches Getreidemaß auf der Insel Korsika.
- 1 Mezzino = 2486,5 Pariser Kubikzoll = 49 3/11 Litre
- 1 Mezzino = ½ Stajo = 6 Bacini
- 1 Bacino = 414 ⅔ Pariser Kubikzoll = 8 3/16 Litre
- 2 ⅓ Mezzini = 16 Baciletta